# James Naughton
James Naughton est un acteur américain de cinéma, de théâtre et de télévision né le 6 décembre 1945 à Middletown, dans le Connecticut.

## Biographie
Il est le frère de l'acteur David Naughton et le père de l'actrice Keira Naughton.
Il commence sa carrière à Broadway avant d'incarner différents seconds rôles dans plusieurs films et téléfilms.
Il acquiert sa plus grande renommée et notoriété au théâtre, gagne un Theatre World Award pour son rôle dans Long Day's Journey Into Night en 1971, et deux Tony Awards en 1992 et 1996.
En 1974, il tient le premier rôle (avec Ron Harper) dans la série télévisée La Planète des singes. En 2006, il tient un rôle dans le film Le Diable s'habille en Prada.

## Filmographie

### Cinéma

#### Courts métrages
- 2004 : The Littlest Light on the Christmas Tree : [Qui ?]
- 2008 : BartonCC : WW2 General
- 2009 : Speed Grieving : Father

#### Longs métrages
- 1973 : La Chasse aux diplômes (The Paper Chase) de James Bridges : Kevin Brooks
- 1976 : Second Wind de Donald Shebib : Roger
- 1976 : Diary of the Dead (en) de Ruth Rendell : George
- 1982 : Otages (A Stranger Is Watching) de Sean S. Cunningham : Steve Peterson
- 1985 : Cat's Eye de Lewis Teague : Hugh
- 1987 : La Ménagerie de verre (The Glass Menagerie) de Paul Newman : Jim O'Connor (the gentleman caller)
- 1988 : Le Prix de la passion (The Good Mother) de Leonard Nimoy : Brian
- 1996 : La Propriétaire (The Proprietor) d'Ismail Merchant : New York - Texans
- 1996 : Le Club des ex (The First Wives Club) d'Hugh Wilson : Gilbert Griffin
- 1996 : Président junior (First Kid) de David M. Evans : President Davenport
- 1999 : Oxygen de Richard Shepard : Clark Hannon
- 2000 : Labor Pains de Tracy Alexson : Dr Senior
- 2004 : Fascination de Klaus Menzel : Patrick Doherty
- 2006 : Factory Girl de George Hickenlooper : Fuzzy Sedgwick
- 2006 : Le Diable s'habille en Prada (The Devil Wears Prada) de David Frankel : Stephen
- 2007 : Une fille à la page (Suburban Girl) de Marc Klein : Robert Eisenberg
- 2008 : Childless de Charlie Levi : Harvey
- 2009 : Clear Blue Tuesday d'Elizabeth Lucas : Executive
- 2013 : The Word de Gregory W. Friedle : Mike Sheehy

### Télévision

#### Téléfilms
- 1972 : Look Homeward, Angel : Ben Gant
- 1974 : F. Scott Fitzgerald and 'The Last of the Belles' : Cap. John Haines
- 1975 : The First 36 Hours of Dr. Durant : Dr Baxter
- 1981 : Le Bunker, les derniers jours d'Hitler (The Bunker) de George Schaefer : James O'Donnell
- 1982 : Parole de Michael Tuchner : Andy Driscoll
- 1982 : My Body, My Child : Dr Dan Berensen
- 1984 : Last of the Great Survivors : Richard Wylie
- 1985 : Meurtre au crépuscule : Jack Parrish
- 1986 : Sin of Innocence : Andy Colleran
- 1988 : Necessity : Rick LaSalle
- 1990 : Blown Away de Michael Miller : Seale
- 1994 : Cagney et Lacey : Les Retrouvailles : James Burton
- 1994 : Couples de Betty Thomas : Steven
- 1994 : Les Oiseaux 2 (The Birds II: Land's End) de Rick Rosenthal : Frank
- 1994 : The Cosby Mysteries : Adam Sully
- 1995 : Danielle Steel: Naissances : Brad Coleman
- 1995 : Cagney and Lacey: Together Again : James Burton
- 1998 : Greatest Trials of All Time : Host / Narrator
- 2000 : Le Secret de Jane (The Truth about Jane) de Lee Rose : Robert
- 2014 : Turks and Caicos de David Hare : Frank Church

#### Séries télévisées
- 1973 - 1974 : Faraday and Company : Steve Faraday
  - (saison 1, épisode 01 : Say Hello to a Dead Man)
  - (saison 1, épisode 02 : A Wheelbarrow Full of Trouble)
  - (saison 1, épisode 03 : Fire and Ice)
  - (saison 1, épisode 04 : A Matter of Magic)
- 1974 : Mannix (saison 8, épisode 03 : A Fine Day for Dying) : Dr Hanson
- 1974 : Great Performances (épisode : Antigone) : Haemon
- 1974 : S.O.S. hélico (saison 1, épisode 02 : Strain of Innocence)
- 1974 : La Planète des singes (Planet of the Apes) (14 épisodes) : major Peter Burke
- 1976 : Barnaby Jones (saison 5, épisode 07 : Voice in the Night) : Dr Louis Manning
- 1976 : Joe Forrester (saison 1, épisode 13 : Fire Power)
- 1977 : On Our Own (saison 1, épisode 05 : Julia in the Dark)
- 1977 : Ryan's Hope (saison 1, épisode 567) : Dr George Hoyle (non-crédité)
- 1982 : Making the Grade (6 épisodes) : Harry Barnes
- 1983 : L'Homme qui tombe à pic (The Fall Guy) (saison 3, épisode 02 : Les Risques du métier) : Cutter
- 1983 : Trauma Center (13 épisodes) : Dr Michael 'Cutter' Royce
- 1985 : Madame est servie (Who's the Boss?) : Michael Bower
  - (saison 1, épisode 15 : L'Ex d'Angela : 1re partie)
  - (saison 1, épisode 16 : L'Ex d'Angela : 2e partie)
  - (saison 2, épisode 06 : L'Aventurier : 1re partie)
  - (saison 2, épisode 07 : Vive la justice : 2e partie)
- 1985 : ABC Weekend Specials (saison 9, épisode 01 : The Adventures of Con Sawyer and Hucklemary Finn) : Captain Sawyer
- 1987 : CBS Summer Playhouse (saison 1, épisode 17 : Travelin' Man) : John Dockery
- 1988 : Raising Miranda (9 épisodes) : Donald Marshak
- 1991 - 1993 : Brooklyn Bridge : Lieutenant Monahan
  - (saison 1, épisode 06 : War of the Worlds)
  - (saison 2, épisode 03 : Rockette to the Moon)
  - (saison 2, épisode 07 : In a Family Way)
- 1992 : Femmes d'affaires et Dames de cœur (Designing Women) (saison 7, épisode 05 : Screaming Passages) : Phillip Russell Stuart
- 1994 - 1995 : The Cosby Mysteries (6 épisodes) : inspecteur Sully
- 1996 : New York, police judiciaire (saison 6, épisode 20 : Girlfriends) : Barry Taggert
- 1997 : Liberty! The American Revolution (mini-série) : Patrick Henry
  - (saison 1, épisode 02 : Blows Must Decide: 1774-1776)
  - (saison 1, épisode 03 : The Times That Try Men's Souls: 1776-1777)
  - (saison 1, épisode 04 : Oh, Fatal Ambition: 1777-1778)
  - (saison 1, épisode 05 : The World Turned Upside Down: 1778-1783)
  - (saison 1, épisode 06 : Are We to Be a Nation? 1783-1788)
- 1999 - 2008 : Crime Stories : Narrator
  - (épisode : The Capture and Trial of Adolf Eichmann)
  - (épisode : The Whistleblower)
  - (saison 8, épisode 09 : The Yosemite Park Murderer)
- 1999 - 2001 : Ally McBeal : George McBeal
  - (saison 3, épisode 04 : Vague de chaleur)
  - (saison 3, épisode 05 : Eaux troubles)
  - (saison 3, épisode 21 : Une comédie presque musicale)
  - (saison 4, épisode 23 : On tourne la page)
- 2001 : Big Apple : Lawrence Stark
  - (saison 1, épisode 03 : Fidelis ad mortem)
  - (saison 1, épisode 05 : L'Ange gardien)
  - (saison 1, épisode 07)
- 2002 : New York, section criminelle (Law and Order: Criminal Intent) (saison 1, épisode 17 : Plaisirs défendus) : Dr Roger Buckman
- 2002 : The Education of Max Bickford (saison 1, épisode 18 : Murder of the First) : Lyle Dumont
- 2002 : Tribunal central (100 Centre Street) (saison 2, épisode 11 : End of the Month) : inspecteur Rowlings
- 2005 : American Masters (documentaire) (saison 19, épisode 06 : Ernest Hemingway: Rivers to the Sea) : Ernest Hemingway
- 2006 : Out of Practice : Dr Jack Arbogast
  - (saison 1, épisode 16 : Doctor of the Year)
  - (saison 1, épisode 22 : Breaking Up Is Hard to Do. And Do. And...)
- 2006 - 2007 : New York, unité spéciale (Law and Order: Special Victims Unit) : Charlie Moss
  - (saison 8, épisode 03 : Justice en accusation)
  - (saison 8, épisode 13 : L'Expérience)
- 2009 : Warehouse 13 (saison 1, épisode 06 : Légendes indiennes) : Gilbert Radburn
- 2009 : Damages : Sam Arsenault
  - (saison 2, épisode 01 : Le Pardon ou la Vengeance)
  - (saison 2, épisode 09 : La Théorie du complot)
- 2009 - 2012 : Gossip Girl (10 épisodes) : William van der Bilt
- 2010 : Blue Bloods (saison 1, épisode 05 : La Menace) : Chief Bell
- 2013 : Golden Boy (saison 1, épisode 06 : Savoir dire non) : Marvin Drexler
- 2013 - 2014 : Hostages (mini-série) (11 épisodes) : Président Paul Kincaid
- 2015 : The Blacklist (saison 2, épisode 11 : Ruslan Denisov (no 67)) : Hayworth
- 2022 : And Just Like That... : le frère de Big (2 épisodes)